# Richard Rorty
Richard Rorty (Nova Iorque, 4 de Outubro de 1931 - Palo Alto, 8 de Junho de 2007) foi um filósofo pragmatista estadunidense. A sua principal obra é Filosofia e o Espelho da Natureza (1979).
Rorty rejeitou a ideia de longa data de que representações internas corretas de objetos no mundo exterior são um pré-requisito necessário para o conhecimento. Rorty argumentou, em vez disso, que o conhecimento é um assunto interno e linguístico; O conhecimento diz respeito apenas à nossa própria língua.  Rorty argumenta que a linguagem é composta de vocabulários que são temporários e históricos, e conclui que "uma vez que os vocabulários são feitos por seres humanos, as verdades também o são". A aceitação dos argumentos anteriores leva ao que Rorty chama de "ironismo"; um estado de espírito em que as pessoas estão completamente conscientes de que seu conhecimento depende de seu tempo e lugar na história e, portanto, estão um pouco descoladas de suas próprias crenças. No entanto, Rorty também argumenta que "uma crença ainda pode regular a ação, ainda pode ser considerada digna de morte, entre as pessoas que estão bastante conscientes de que essa crença é causada por nada mais profundo do que uma circunstância histórica contingente".

## Biografia e pensamento de Rorty
Rorty é neto do pastor batista e líder do evangelho social Walter Rauschenbusch. Foi aluno da Universidade de Chicago (muito cedo, apenas com 15 anos) e da Universidade de Yale, onde fez o doutoramento. Embora seja acusado de ser um "crente na verdade" desiludido, não é verdade que Rorty tivesse, no início de sua carreira, objetivos metafísicos. Em seu primeiro artigo, a primeira frase já dizia "O pragmatismo está se tornando respeitável novamente" (1961). Sua dissertação doutoral levou o título de "The concept of Potentiality" e seu primeiro livro (como editor), "The Linguistic Turn" (1967). Foi influenciado, e ao mesmo tempo se apropriou à sua maneira, dos escritos de John Dewey, e com o notável trabalho feito por filósofos pós-analíticos como W.V.O Quine e Wilfrid Sellars. Rorty fez uma leitura e 'combinação' de todos eles muito original.
Os pragmáticos geralmente defendem que a importância de uma ideia deve ser medida pela sua utilidade ou eficácia para lidar com um dado problema. Esta noção remete, especialmente, a William James, que, no seu livro "Pragmatism", estabeleceu que as ideias devem ser consideradas não como válidas em si mesmas mas como "guias para a acção".
A postura de William James significou uma enorme alteração no pensamento contemporâneo ocidental. A sua premissa fundamental é o "integralismo". James afirmou (até 1906) que a filosofia ocidental não havia feito nada senão viver indo de um extremo a outro no entendimento da existência: de Parménides (como algo sempre estático) a Heráclito (como algo sempre em mudança), de Aristóteles (com a sua insistência no material como critério de verdade) a Platão (com as ideias como parâmetro do certo), de Hegel (com o idealismo) a Auguste Comte (com o positivismo). E assim, sem nunca lograr uma concepção medida da existência, onde o cambiante e o estável, o material e o abstrato, se harmonizem.
Nos últimos anos, o 'antiepistemólogo', que não defendia o fim da filosofia, mas sim da filosofia epistemologicamente centrada, surpreendeu os críticos quando começou a intervir cada vez mais em política. Assim, em 1997 apelou às universidades, num ensaio, a regressar a uma política esquerdista "que no essencial se ocupa de impedir que os ricos desvalorizem o resto da população."
Foi galadoardo com o Prêmio Meister Eckhart no ano de 2001, em cerimônia na qual Jürgen Habermas o nomeou como "um dos mais significativos filósofos da atualidade".
Faleceu em Palo Alto, de cancro (ou câncer) do pâncreas.

## Principais obras

### Philosophy and the Mirror of Nature
Em Philosophy and the Mirror of Nature (1979), Rorty argumenta que os problemas centrais da epistemologia moderna dependem de uma imagem da mente como tentando representar fielmente (ou "espelhar") uma realidade externa independente da mente. Quando abrimos mão dessa metáfora, todo o empreendimento da epistemologia fundacionalista simplesmente se dissolve.
Um fundacionalista epistemológico acredita que, para evitar o retrocesso inerente à afirmação de que todas as crenças são justificadas por outras crenças, algumas crenças devem ser auto-justificáveis e formar os fundamentos de todo o conhecimento. Rorty, no entanto, criticou tanto a ideia de que os argumentos podem ser baseados em premissas autoevidentes (dentro da linguagem) quanto a ideia de que os argumentos podem ser baseados em sensações não inferenciais (fora da linguagem).
A primeira crítica baseia-se no trabalho de Quine sobre sentenças consideradas analiticamente verdadeiras – isto é, sentenças consideradas verdadeiras unicamente em virtude do que significam e independentemente do fato.  Quine argumenta que o problema com sentenças analiticamente verdadeiras é a tentativa de converter verdades analíticas baseadas em identidade, mas vazias, como "nenhum homem solteiro é casado" em verdades analíticas baseadas em sinônimo como "nenhum solteiro é casado".  Ao tentar fazê-lo, deve-se primeiro provar que "homem solteiro" e "solteiro" significam exatamente o mesmo, e isso não é possível sem considerar os fatos – isto é, olhar para o domínio das verdades sintéticas. Ao fazê-lo, perceber-se-á que os dois conceitos realmente diferem; "Bacharel" às vezes significa "Bacharel em Artes", por exemplo.  Quine, portanto, argumenta que "uma fronteira entre enunciados analíticos e sintéticos simplesmente não foi traçada", e conclui que essa fronteira ou distinção "[...] é um dogma não empírico dos empiristas, um artigo metafísico de fé".
A segunda crítica baseia-se no trabalho de Sellars sobre a ideia empirista de que há um "dado" não linguístico, mas epistemologicamente relevante, disponível na percepção sensorial. Sellars argumenta que apenas a linguagem pode funcionar como base para argumentos; percepções sensoriais não linguísticas são incompatíveis com a linguagem e, portanto, são irrelevantes. Na visão de Sellars, a afirmação de que há um "dado" epistemologicamente relevante na percepção sensorial é um mito; Um fato não é algo que nos é dado, é algo que nós, como usuários da língua, tomamos ativamente. Somente depois de termos aprendido uma língua é que podemos interpretar como "dados empíricos" as particularidades e matrizes de particulares que passamos a ser capazes de observar.
Cada crítica, tomada isoladamente, fornece um problema para uma concepção de como a filosofia deve proceder, mas deixa intacta o suficiente da tradição para prosseguir com suas aspirações anteriores. Combinadas, afirmou Rorty, as duas críticas são devastadoras. Sem nenhum domínio privilegiado de verdade ou significado que possa funcionar como um fundamento autoevidente para nossos argumentos, temos apenas a verdade definida como crenças que pagam seu caminho: em outras palavras, crenças que são úteis para nós de alguma forma. A única descrição válida do processo real de investigação, afirmou Rorty, era um relato kuhniano das fases padrão do progresso das disciplinas, oscilando através de períodos normais e anormais, entre a resolução rotineira de problemas e crises intelectuais.
Depois de rejeitar o fundacionismo, Rorty argumenta que um dos poucos papéis que restam a um filósofo é agir como um gadfly intelectual, tentando induzir uma ruptura revolucionária com a prática anterior, um papel que Rorty estava feliz em assumir a si mesmo. Rorty sugere que cada geração tente submeter todas as disciplinas ao modelo que a disciplina mais bem-sucedida da época emprega. Na visão de Rorty, o sucesso da ciência moderna levou acadêmicos de filosofia e humanidades a imitar erroneamente métodos científicos.

### Contingency, Irony, and Solidarity
Em Contingência, Ironia e Solidariedade (1989), Rorty argumenta que não há teoria da verdade que valha a pena, além da teoria semântica não-epistêmica desenvolvida por Donald Davidson (baseada no trabalho de Alfred Tarski).  Rorty também sugere que existem dois tipos de filósofos; filósofos ocupados com assuntos privados ou públicos. Não se deve esperar que os filósofos privados, que fornecem a pessoa maiores habilidades para (re)criar a si mesmo (uma visão adaptada de Nietzsche) e que Rorty também identifica com os romances de Marcel Proust e Vladimir Nabokov) ajudem nos problemas públicos. Para uma filosofia pública, pode-se recorrer a filósofos como Rawls ou Habermas, embora, segundo Rorty, este último seja um "liberal que não quer ser ironista".  Enquanto Habermas acredita que sua teoria da racionalidade comunicativa constitui uma atualização do racionalismo, Rorty pensa que esta última e quaisquer pretensões "universais" devem ser totalmente abandonadas.
Este livro também marca sua primeira tentativa de articular especificamente uma visão política consistente com sua filosofia, a visão de uma comunidade diversa unida pela oposição à crueldade, e não por ideias abstratas como "justiça" ou "humanidade comum". Coerente com seu antifundacionalismo, Rorty afirma que há "[...] nenhum respaldo teórico não circular para a crença de que a crueldade é horrível".
Rorty também introduz a terminologia do ironismo, que ele usa para descrever sua mentalidade e sua filosofia. Rorty descreve o ironista como uma pessoa que "[...] O processo de socialização que a transformou em um ser humano, dando-lhe uma língua, pode ter lhe dado a linguagem errada e, assim, a transformado no tipo errado de ser humano. Mas ela não pode dar um critério de erro".

### Objectivity, Relativism, and Truth
Rorty descreve o projeto desta coleção de ensaios como tentando "oferecer um relato anti-representalista da relação entre a ciência natural e o resto da cultura".  Entre os ensaios de Objectivity, Relativism, and Truth: Philosophical Papers, Volume 1 (1990), está "The Priority of Democracy to Philosophy", no qual Rorty defende Rawls contra os críticos comunitários. Rorty argumenta que o liberalismo pode "conviver sem pressupostos filosóficos", ao mesmo tempo em que admite aos comunitaristas que "uma concepção do self que torna a comunidade constitutiva do self se comporta bem com a democracia liberal". Além disso, para Rorty Rawls poderia ser comparado a Habermas, uma espécie de Habermas dos Estados Unidos, com as palavras de E. Mendieta: "Uma figura iluminista que pensava que tudo o que temos é a razão comunicativa e o uso da razão pública, dois nomes diferentes para a mesma coisa – o uso da razão por um público com o propósito de decidir como viver coletivamente e quais objetivos devem ser o objetivo do bem público".  Para Rorty, as instituições sociais devem ser pensadas como "experimentos de cooperação e não como tentativas de incorporar uma ordem universal e a-histórica".

### Essays on Heidegger and Others
Neste texto, Rorty focaliza principalmente os filósofos continentais Martin Heidegger e Jacques Derrida. Ele argumenta que esses "pós-nietzscheanos" europeus compartilham muito com os pragmáticos americanos, na medida em que criticam a metafísica e rejeitam a teoria da correspondência da verdade. Retomando e desenvolvendo o que ele havia argumentado em trabalhos anteriores, Rorty afirma que Derrida é mais útil quando visto como um escritor engraçado que tentou contornar a tradição filosófica ocidental, em vez de o inventor de um "método" filosófico (ou literário). Nessa linha, Rorty critica os seguidores de Derrida, como Paul de Man, por levarem a teoria literária desconstrutiva muito a sério.

### Achieving Our Country
Em Achieving Our Country: Leftist Thought in Twentieth-Century America (1998), Rorty diferencia o que ele vê como os dois lados da esquerda, uma esquerda cultural e uma esquerda progressista. Ele critica a esquerda cultural, que é exemplificada por pós-estruturalistas como Foucault e pós-modernistas como Lyotard, por oferecer críticas à sociedade, mas sem alternativas (ou alternativas tão vagas e gerais a ponto de serem abdicações). Embora esses intelectuais façam afirmações perspicazes sobre os males da sociedade, Rorty sugere que eles não fornecem alternativas e até ocasionalmente negam a possibilidade de progresso. Por outro lado, a esquerda progressista, exemplificada para Rorty pelos pragmáticos John Dewey, Whitman e James Baldwin, faz da esperança de um futuro melhor sua prioridade. Sem esperança, argumenta Rorty, a mudança é espiritualmente inconcebível e a esquerda cultural começou a gerar cinismo. Rorty vê a esquerda progressista agindo no espírito filosófico do pragmatismo.

## Sobre direitos humanos
A noção de direitos humanos de Rorty fundamenta-se na noção de sentimentalismo. Ele afirmou que, ao longo da história, os humanos criaram vários meios de interpretar certos grupos de indivíduos como desumanos ou sub-humanos. Pensar em termos racionalistas (fundacionistas) não resolverá esse problema, afirmou. Rorty defendeu a criação de uma cultura de direitos humanos globais para impedir que violações aconteçam por meio de uma educação sentimental. Ele argumentou que devemos criar um senso de empatia ou ensinar empatia aos outros para entender o sofrimento dos outros.

## Sobre a esperança
Rorty defende o que o filósofo Nick Gall caracteriza como uma "esperança sem limites" ou um tipo de "meliorismo melancólico". De acordo com essa visão, Rorty substitui as esperanças fundacionistas de certeza por aquelas de crescimento perpétuo e mudança constante, o que ele acredita que nos permite enviar conversas e esperanças em novas direções que atualmente não podemos imaginar.
Rorty articula essa esperança ilimitada em seu livro de 1982 Consequences of Pragmatism, onde aplica sua estrutura de esperança de atacado versus esperança de varejo. Aqui ele diz: "Permitam-me resumir oferecendo uma terceira e última caracterização do pragmatismo: é a doutrina de que não há restrições à investigação, exceto as conversacionais – nenhuma restrição derivada da natureza dos objetos, ou da mente, ou da linguagem, mas apenas aquelas restrições de varejo fornecidas pelas observações de nossos colegas inquiridores".

## Crítica
Em livro de Robert Brandom, intitulado Rorty and his Critics, a filosofia de Richard Rorty recebeu comentários e críticas por parte de Donald Davidson, Jürgen Habermas, Hilary Putnam, John McDowell, Jacques Bouveresse e Daniel Dennett, entre outros.

## Publicações (selecionadas)
Como autor
- Philosophy and the Mirror of Nature. Princeton: Princeton University Press, 1979.
- Consequences of Pragmatism. Minneapolis: University of Minnesota Press, 1982. ISBN 978-0816610631
- Contingency, Irony, and Solidarity. Cambridge: Cambridge University Press, 1989. ISBN 978-0521353816
- Philosophical Papers vols. I–IV:
  - Objectivity, Relativism and Truth: Philosophical Papers I. Cambridge: Cambridge University Press, 1991. ISBN 978-0521353694
  - Essays on Heidegger and Others: Philosophical Papers II. Cambridge: Cambridge University Press, 1991.
  - Truth and Progress: Philosophical Papers III. Cambridge: Cambridge University Press, 1998.
  - Philosophy as Cultural Politics: Philosophical Papers IV. Cambridge: Cambridge University Press, 2007.
- Mind, Language, and Metaphilosophy: Early Philosophical Papers Eds. S. Leach e J. Tartaglia. Cambridge: Cambridge University Press, 2014. ISBN 978-1107612297.
- Achieving Our Country: Leftist Thought in Twentieth Century America. Cambridge, MA: Harvard University Press, 1998. ISBN 978-0674003118
- Philosophy and Social Hope. Nova York: Penguin, 2000.
- Against Bosses, Against Oligarchies: A Conversation with Richard Rorty. Chicago: Prickly Paradigm Press, 2002.
- The Future of Religion com Gianni Vattimo Ed. Santiago Zabala. Nova York: Columbia University Press, 2005. ISBN 978-0231134941
- An Ethics for Today: Finding Common Ground Between Philosophy and Religion. Nova York: Columbia University Press, 2005. ISBN 978-0231150569
- What's the Use of Truth? com Pascal Engel, tradução de William McCuaig, Nova York: Columbia University Press, 2007 ISBN 9780231140140
- On Philosophy and Philosophers: Unpublished papers 1960-2000, Ed. por W. P. Małecki and Chris Vopa, CUPress 2020 ISBN 9781108488457
- Pragmatism as Anti-Authoritarianism, Ed. E. Mendieta, prefácio de Robert B. Brandom, Harvard UP 2021, ISBN 9780674248915

Como editor
- The Linguistic Turn, Essays in Philosophical Method, (1967), Ed. por Richard M. Rorty, University of Chicago Press, 1992, ISBN 978-0226725697 (uma introdução e dois ensaios retrospectivos)
- Philosophy in History. edited by Richard M. Rorty, J. B. Schneewind, e Quentin Skinner, Cambridge: Cambridge University Press, 1985 (um ensaio de Richard M. Rorty, "Historiography of Philosophy", pp. 29–76)

## Traduções em português
- A filosofia e o espelho da natureza. Lisboa: Dom Quixote, 1988.
- A filosofia e o espelho da natureza. Rio de Janeiro: Relume Dumará, 1994.
- Contingência, ironia e solidariedade. Lisboa: Presença, 1994.
- Para realizar a América. Rio de Janeiro: DP&A, 1999.
- Ensaio sobre Heidegger e outros. Escritos Filosóficos II. Rio de Janeiro: Relume Dumará, 1999.
- Objetivismo, relativismo e verdade. Escritos Filosóficos I. Rio de Janeiro: Relume Dumará, 2002.
- Pragmatismo e política. São Paulo: Martins Fontes, 2005.
- Ensaios Pragmatistas. Rio de Janeiro: DP&A, 2006. p. 126. ISBN 8574903809 [21]
- Contra os patrões, contra as oligarquias: uma conversa com Richard Rorty. São Paulo: Unesp, 2006.
- Contingência, ironia e solidariedade. São Paulo: Martins Fontes, 2007.
- Uma ética laica - um Estado novo. São Paulo: Martins Fontes, 2010.
- Filosofia como política cultural. São Paulo: Martins Fontes, 2019.

## Textos
- Richard Rorty: Cómo ser irónico y morir en el intento Obituario por Miguel Ángel Quintana Paz en la revista Utopía y Praxis Latinoamericana, vol. 12, n. 38 (sept. 2007), p. 154.
- [Rorty: pragmatismo, ironismo liberal y solidaridad | Dr. Adolfo Vásquez Rocca | Revista Observaciones Filosoficas]
- Rorty, Richard. Pragmatism, Categories and Language, Philosophical Review, 70: 197–223, 1961.